# Angioedema
L'angioedema, noto anche con il suo eponimo edema di Quincke e con il vecchio nome di edema angioneurotico, è il rapido gonfiore (edema) della cute, della mucosa e dei tessuti sottomucosi.
Oltre alla forma frequente, mediata dall'allergia, la sua comparsa è stata riportata anche come effetto collaterale di alcuni farmaci, più in particolare degli ACE-inibitori, nonché di certi alimenti.
Inoltre, ne esiste anche una forma ereditaria, denominata angioedema ereditario (HAE), dovuta a deficit della proteina ematica C1-inibitore.
Talvolta, questa forma è definita ancora con la vecchia denominazione di "edema angioneurotico ereditario" (HANE), perché si pensava che fosse una condizione puramente legata allo stress, scatenata da traumi emotivi e/o da nevrosi.
Tale inaccurata rappresentazione dell'HAE ha causato l'errata classificazione di molti ammalati come psichicamente instabili, portando frequentemente al rifiuto del trattamento medico dei sintomi, spesso estremamente dolorosi, specialmente quando l'edema colpisce in profondità il tratto GI, la vescica e gli organi dell'apparato riproduttivo. La moderna medicina ha abolito questa teoria, eliminando il termine “neurotico”.
I casi in cui l'angioedema progredisce rapidamente vanno trattati come emergenza medica, con la somministrazione di adrenalina ed eventuale intubazione, poiché possono comparire ostruzione delle vie aeree e soffocamento.

## Segni e sintomi
La cute del volto, di solito attorno alla bocca, e la mucosa della bocca e/o della laringe e della lingua, si gonfia in un periodo che va da pochi minuti a diverse ore. Il gonfiore si può sviluppare anche in altre regioni: tipico è quello delle mani.
Qualche volta è presente una recente esposizione a un allergene (es. noccioline), e contemporaneamente si sviluppa un'orticaria, ma spesso l'origine è idiopatica (sconosciuta). Il gonfiore può essere pruriginoso. Può essere presente anche una diminuzione della sensibilità dell'area affetta, a causa della compressione esercitata sui nervi.
Nei casi gravi compare stridore delle vie aeree, con rumori inspiratori da boccheggiamento e diminuzione dei livelli di ossigeno. In queste situazioni sono necessari l'intubazione e il trattamento con adrenalina e antistaminici.
Nell'angioedema ereditario spesso non c'è una causa direttamente identificabile, sebbene un trauma lieve e altri stimoli possano causare degli attacchi. Di solito non sono associati prurito o orticaria, perché non si tratta di una risposta allergica.
I pazienti con HAE possono anche avere episodi ricorrenti (denominati spesso 'attacchi') di edema interno, che causano intenso dolore addominale, di solito accompagnato da vomito, debolezza e, in alcuni casi, diarrea acquosa e un'eruzione cutanea non rilevata, non pruriginosa, a macchia vorticosa. Questi attacchi gastrici possono durare in media 1-5 giorni e possono richiedere il ricovero ospedaliero, per la gestione aggressiva del dolore e per l'idratazione. Gli attacchi addominali sono noti anche per causare un significativo aumento dei globuli bianchi del paziente, di solito 13\30 000 Quando i sintomi cominciano a regredire, la conta dei globuli bianchi inizia lentamente a diminuire, per tornare alla normalità ad attacco risolto.
L'HAE causa anche gonfiore in altre regioni; le più comuni sono gli arti, i genitali, il collo, la laringe e il volto. L'intensità del dolore associato a questi gonfiori varia da un lieve fastidio a un dolore di tipo agonizzante, a seconda della localizzazione e della gravità.

## Eziologia
Tra le cause note di angioedema è frequente l'allergia alimentare.
Altre cause possono essere:
- assunzione di farmaci, in particolare gli ACE-inibitori
- linfoma
- assunzione di determinati alimenti a effetto vasodilatatorio

## Patogenesi
Fondamentale nella patogenesi è il ruolo della bradichinina, la quale provoca:
- Vasodilatazione delle arteriole
- Aumento della permeabilità endoteliale mediante apertura delle gap junction a causa della indotta contrazione dell'endotelio
- Contrazione della muscolatura liscia extravasale con conseguente broncospasmo
- Attivazione delle vie del dolore

L'angioedema ereditario è dovuto al deficit della serpina C1-inibitore (C1-INH),detta anche C1 esterasi inibitore, che impedisce l'attivazione della via classica del complemento sequestrando le subunità catalitiche (C1s e C1r) del fattore C1, ed è anche responsabile dell'inibizione del fattore XII di Hageman, della plasmina e della callicreina.
In questa situazione se C1 si attiva, esso è in grado di clivare i fattori C4 e C2 a dare:
- C4b e C2b che si inattivano rapidamente in assenza di un patogeno a cui aderire per formare la C3 convertasi, a causa dell'azione di specifiche proteine regolatorie presenti sulle membrane autologhe, quali DAF e MCP.

A causa di questa inattivazione precoce non si formano né la C3 convertasi né la C5 convertasi, pertanto non si ha produzione di anafilotossine e quindi non si ha richiamo di leucociti e rilascio di istamina.
- C2a che viene processato dalla callicreina a dare la C2 chinina, un peptide ad azione vasoattiva

Inoltre il fattore XII attiva la cascata delle chinine provocando la formazione di bradichinina, che porta agli effetti sopracitati, con la conseguente formazione di un edema non infiammatorio, che si distingue da quest'ultimo grazie all'assenza di istamina (che si manifesta con l'assenza del prurito) e di leucociti (dovuta alla mancata produzione di anafilotossine).
Ci sono tre tipi di angioedema ereditario:
- Tipo 1 – ridotti livelli di C1INH (85%);
- Tipo 2 – normali livelli, ma ridotta funzione di C1INH (15%);
- Tipo 3 – assenza di anomalie evidenziabili di C1INH, compare in maniera dominante legata al cromosoma X e, quindi, colpisce principalmente le donne; può venire esacerbato dalla gravidanza e dall'uso di contraccettivi orali (descritto originariamente da Bork et al nel 2000, esatta frequenza non nota);

Nelle forme di angioedema acquisite, invece, vari sono i meccanismi che interferiscono con la produzione o con la degradazione della bradichinina, possono condurre all'angioedema.
L'uso di ibuprofene o di aspirina può aumentare la probabilità di comparsa di episodi in alcuni pazienti. L'uso di acetaminofene porta di solito a un aumento più contenuto, ma presente, della probabilità di comparsa di un episodio.
L'AE può essere inoltre causato anche dall'uso di due categorie di farmaci anti-ipertensivi, gli ACE-inibitori (inibenti gli enzimi di conversione dell'angiotensina I (AT-I)) e, anche se in percentuale minore, dai bloccanti dei recettori dell'angiotensina II, i sartani. Gli ACE-inibitori, infatti, bloccano la funzione della chinasi II, enzima che converte l'AT-I in AT-II, che degrada anche la bradichinina (e che, inoltre, inibisce anche varie proteine della cascata della coagulazione del sangue, sebbene gli effetti della sua carenza sullo sviluppo dell'emorragia e della trombosi appaiano essere limitati).
L'angioedema può essere dovuto alla formazione di anticorpi contro C1INH; si tratta di un disordine autoimmunitario.
Questo "angioedema acquisito" è associato allo sviluppo di linfoma.
L'assunzione di alimenti che hanno un effetto vasodilatatore, quali l'alcool o la cannella, può aumentare la probabilità di comparsa di episodi di angioedema nei pazienti predisposti. Se gli episodi non si manifestano immediatamente dopo l'assunzione di questi alimenti, la loro comparsa può essere ritardata di alcune ore o manifestarsi il giorno successivo, rendendo alquanto difficile la correlazione con la loro assunzione.
L'entità dell'edema è più evidente laddove dove il supporto della cute tessuto connettivo è relativamente scarso e l'edema si sviluppa più facilmente, ad esempio il volto.

## Diagnosi
La diagnosi viene posta in base al quadro clinico. Una volta stabilizzato il paziente, i livelli di complemento, in particolare di C1-inibitore e la deplezione dei fattori 2 e 4 del complemento, possono indicare la presenza dell'angioedema ereditario (vedere sotto).
Poiché molti pazienti con HAE trascorrono molti anni senza che venga posta la diagnosi o con molte diagnosi errate, un'evenienza frequente è il ricorso, non necessario, alla chirurgia addominale. I medici, incerti, conducono spesso una laparoscopia esplorativa, e qualche rara volta asportano un tratto dell'intestino.

## Terapia
Nell'angioedema allergico, la prevenzione del contatto con l'allergene e l'uso di antistaminici possono prevenire la comparsa degli attacchi, ma non la reazione di degranulazione dell'istamina da parte del mastocita.
La cetirizina è un antistaminico frequentemente prescritto nell'angioedema.
I casi gravi di angioedema possono richiedere la desensibilizzazione del supposto allergene, per evitare mortalità. I casi cronici richiedono la terapia con steroidi, che produce generalmente una buona risposta.
Nella prevenzione dei fenomeni acuti si può utilizzare il sodio cromoglicato, specie nella prevenzione in pediatria delle frequenti allergie alimentari.
Per quanto riguarda l'uso degli ACE-inibitori, la terapia deve essere interrotta e vanno evitati tutti i farmaci simili. È alquanto dibattuto se gli antagonisti recettoriali dell’angiotensina II siano affidabili nei pazienti con un attacco pregresso di angioedema.
Nell'angioedema ereditario, vanno evitati in futuro gli stimoli specifici che hanno già causato degli attacchi.
I casi gravi ricevono terapia sostitutiva con C1 esterasi-inibitore (come descritto da Waytes et al 1996), approvata con il nome commerciale di Berinert, mentre il danazolo (un androgeno) è in grado di alleviare i sintomi.
Nello studio clinico IMPACT1 Berinert alla dose di 20 U/kg di peso corporeo, ha dimostrato di poter fornire un miglioramento dei sintomi di lunga durata, con rischi minimi di rebound di angioedema, alleviando in modo continuo il dolore e il gonfiore. Non mostra effetti collaterali significativi e si propone come farmaco di scelta anche per la terapia a lungo termine di HAE sia per pazienti adulti sia pediatrici.
Il DX-88 è un inibitore della callicreina in via di sviluppo come farmaco orfano per l'angioedema ereditario 
L'icatibant è un antagonista selettivo dei recettori della bradichinina.
È allo studio la produzione di C1 inibitore ricombinante (rhC1-INH), per gli attacchi acuti di angioedema ereditario.
Il prodotto rhC1INH e l'icatibant si trovano attualmente nella fase III di sviluppo e hanno la qualifica di farmaco orfano negli USA e in Europa.
Nell'angioedema acquisito di tipo I e II e nell'angioedema non istaminergico, possono essere efficaci gli antifibrinolitici quali l'acido tranexamico o l'acido ε-aminocaproico.

## Storia
Il dottor Heinrich Quincke descrisse per la prima volta il quadro clinico dell'angioedema nel 1882. Sir William Osler sostenne nel 1888 che alcuni casi potevano avere una base ereditaria e coniò la denominazione di edema angioneurotico ereditario.